# Torneo del Interior 1990-91
El Torneo del Interior 1990-91 fue la sexta edición de este certamen correspondiente a la tercera categoría del fútbol argentino. Su objetivo fue, a través de dos torneos zonales, obtener el ascenso al Campeonato Nacional B 1991-92, más la posibilidad de disputar un Torneo Reducido para ascender a Primera División. Los equipos provenían directamente de las distintas ligas regionales argentinas y al ser el único torneo para estos equipos, no incluía descensos.
El certamen se disputó desde el 4 de noviembre de 1990 hasta el 5 de abril de 1991, mientras que los ascensos se definieron el 29 de mayo con la finalización de los Torneos Zonales.
El torneo consagró a 12 ganadores de las diferentes zonas y estos accedieron a los Torneos Zonales, junto a clubes de la Primera B, que otorgaron 2 plazas para participar de la Primera B Nacional. En este sentido,  San Martín de San Juan fue el único equipo indirectamente afiliado a la AFA que ascendió, en tanto que el segundo ascenso quedó en poder del Club Atlético Nueva Chicago, proveniente de la Primera B. Ambos equipos a su vez, se ganaron el derecho de participar en el Torneo Reducido de Ascenso por una plaza en la Primera División Argentina, sin embargo ninguno de los dos logró acceder a dicha plaza, debiendo disputar la temporada 1991-92 en la Primera B Nacional.

## Ascensos y descensos
| Ascendidos del TDI 1989-90 al Nacional B 1990-91 |
| ------------------------------------------------ |
| No hubo                                          |

| Descendidos del Nacional B 1989-90 |
| ---------------------------------- |
| Olimpo                             |

| Incorporados de las ligas regionales                                          |
| ----------------------------------------------------------------------------- |
| Ciento veinte (120) equipos ganadores de las plazas de sus ligas respectivas. |

## Sistema de disputa
Los participantes se dividieron en 6 regiones geográficas, haciendo que la cantidad de equipos por región sea distinta a la de las demás y, por ende, el sistema de disputa de cada una fuera particular aunque la mayoría de las regiones se dividieron en 3 fases de grupos. Todos los grupos se disputaron bajo el sistema de todos contra todos a 2 ruedas, mientras las instancias de eliminación directa fueron a 2 partidos. Cada región consagró 2 ganadores:

### Bonaerense
Primera fase
Los 33 participantes de la Región Bonaerense se dividieron en 8 grupos: 7 grupos de 4 equipos y 1 grupo de 5 equipos. Los 2 mejores de cada uno pasaron a la siguiente fase.
Segunda fase
Los 16 vencedores de la fase anterior se dividieron en 4 grupos de 4 equipos. Los 2 mejores de cada uno pasaron a la fase final.
Fase final
Los 8 vencedores de la fase anterior se dividieron en 2 grupos de 4 equipos. El mejor de cada grupo se clasificó al Torneo Zonal 

### Cuyo
Primera fase
Los 8 participantes de la Región Cuyo se dividieron en 2 grupos de 4 equipos. Los 2 mejores de cada uno pasaron a la fase final.
Fase final
Los 4 vencedores se enfrentaron entre sí. Los 2 mejores del grupo se clasificaron al Torneo Zonal.

### Sur
Los trece participantes de la Región Sur se dividieron en dos zonas:
Zona Norte
Los participantes se dividieron en dos grupos de cuatro equipos. Los dos mejores de cada uno pasaron a semifinales.
Fase final
Los 4 vencedores se enfrentaron a eliminación directa, el vencedor de la final clasificó al Torneo Zonal.
Zona Sur
Fase I
Los participantes se enfrentaron a eliminación directa. El ganador pasó a la Fase final.
Fase II
Fue disputada por los perdedores de la fase anterior, los eliminados en semifinales y final se incorporaron en las semifinales y final de esta fase. El ganador pasó a la Fase final.
Fase final
Los 2 vencedores se enfrentaron entre sí. El ganador se clasificó al Torneo Zonal.

### Centro Oeste
Primera fase
Los 13 participantes de la Región Centro Oeste se dividieron en 4 grupos: 3 grupos de 3 equipos y 1 grupo de 4 equipos. Los 2 mejores de cada uno pasaron a la siguiente fase.
Segunda fase
Los 8 vencedores de la fase anterior se dividieron en 2 grupos de 4 equipos. Los 2 mejores de cada uno pasaron a la fase final.
Fase final
Los 4 vencedores de la fase anterior se enfrentaron entre sí. Los 2 mejores del grupo se clasificaron al Torneo Zonal.

### Norte
Primera fase
Los 15 equipos de la Región Norte fueron divididos en 4 grupos: 3 grupos de 4 equipos y 1 de 3 equipos. Los 2 mejores de cada uno pasaron a la siguiente fase.
Segunda fase
Los 8 vencedores de la fase anterior se dividieron en 2 grupos de 4 equipos. Los 2 mejores de cada uno pasaron a la fase final.
Fase final
Los 4 vencedores de la fase anterior se enfrentaron entre sí. Los 2 mejores clasificaron al Torneo Zonal.

### Litoral
Primera fase
Los 38 participantes de la Región Litoral se dividieron en 10 zonas: 8 zonas de 4 equipos y 2 zonas de 3 equipos.
Fase I
Cada zona se resolvió a eliminación directa. El ganador pasó a la Segunda fase.
Fase II
Fue disputada por los perdedores de la Fase I, los eliminados en semifinales y final se incorporaron en las semifinales y final de esta etapa. El ganador pasó a la segunda fase.
Segunda fase
Los 20 vencedores de la fase anterior se dividieron en 5 zonas de 4 equipos.
Fase I
Cada zona se resolvió a eliminación directa. El ganador pasó a la Fase final.
Fase II
Fue disputada por los perdedores de la Fase I, los eliminados en semifinales y final se incorporaron en las semifinales y final de esta etapa. El ganador pasó a la Fase final.
Fase final
Los 10 vencedores de la fase anterior se dividieron en 2 zonas de 5 equipos. Cada zona se disputó a eliminación directa, los 2 ganadores clasificaron al Torneo Zonal.

### Desempates
En caso de existencia de empates en alguna de las instancias clasificatorias, cada región estableció diferentes modalidades de desempates:

#### Regiones divididas por grupos
En el caso de estas regiones, se llegaron a emplear las siguientes modalidades
- Diferencia de gol: En caso de igualdad de puntos entre dos equipos que pugnan por un cupo de clasificación, habiendo sido el restante ya adjudicado.
- Gol de visitante: De persistir la igualdad de puntos y de tener ambos equipos la misma diferencia de goles, se buscan los resultados de los partidos disputados entre sí. De existir empate global en el marcador, se contabiliza quien realizó más goles en calidad de visitante.
- Desempeño deportivo: De persistir la igualdad de puntos, y existir igualdad en diferencia de goles y cantidad de goles de visitantes, se revisa el desempeño deportivo de cada equipo, tomándose como parámetro la cantidad de partidos ganados por cada uno. El que haya ganado más partidos, obtiene la clasificación.
- Sistema olímpico: De persistir una igualdad total entre ambos equipos (Puntos, diferencia de gol, goles de visitante, etc.), se confecciona una tabla comparativa de los resultados obtenidos en los dos partidos disputados entre sí. El que de los dos posea mejor estadística en alguno de los parámetros antes citados, obtiene la clasificación.

#### Regiones disputadas por llaves eliminatorias
En el caso de estas regiones, se emplearon los siguientes sistemas
- Tiempo suplementario: En el caso de que en un partido de vuelta, el marcador global decrete empate, se juega una prórroga de 30 minutos (divididos en dos tiempos de 15 cada uno) hasta establecer un ganador.
- Tiros desde el punto penal: De persistir la igualdad al cabo de los 90 minutos del partido de vuelta y en los 30 minutos de prórroga, se procede a la tanda de disparos desde el punto penal, hasta establecer un ganador.

## Equipos participantes

### Región Bonaerense
Los 33 participantes de la Región Bonaerense se dividieron en 8 grupos: 7 de 4 equipos y 1 de 5 equipos. Estuvo conformado principalmente por equipos de la Provincia de Buenos Aires, con excepción del Hughes Fútbol Club de la Provincia de Santa Fe
| Grupos  | Equipos                                    | Ciudades                   | Provincias   | Ligas                                  |
| ------- | ------------------------------------------ | -------------------------- | ------------ | -------------------------------------- |
| Grupo A | Club Atlético Alumni                       | Benito Juárez              | Buenos Aires | Liga Juarense de Fútbol                |
| Grupo A | Club Atlético Alvarado                     | Mar del Plata              | Buenos Aires | Liga Marplatense de Fútbol             |
| Grupo A | Club Atlético Ever Ready                   | Dolores                    | Buenos Aires | Liga Dolorense de Fútbol               |
| Grupo A | Asociación Deportiva Atlético Villa Gesell | Villa Gesell               | Buenos Aires | Liga Madariaguense de Fútbol           |
| Grupo B | Club Atlético Huracán                      | Tres Arroyos               | Buenos Aires | Liga Regional Tresarroyense de fútbol  |
| Grupo B | Club Olimpo                                | Bahía Blanca               | Buenos Aires | Liga del Sur de Bahía Blanca           |
| Grupo B | Club Atlético Palermo                      | Necochea                   | Buenos Aires | Liga Necochense de Fútbol              |
| Grupo B | Club Atlético Peñarol                      | Pigüé                      | Buenos Aires | Liga Regional de Coronel Suárez        |
| Grupo C | Foot Ball Club Argentino                   | Trenque Lauquen            | Buenos Aires | Liga Trenquelauquense de Fútbol        |
| Grupo C | Club Atlético Barrio Norte                 | América                    | Buenos Aires | Liga de Fútbol del Oeste               |
| Grupo C | Club Atlético Defensores del Este          | Pehuajó                    | Buenos Aires | Liga Pehuajense de Fútbol              |
| Grupo C | Club Ingeniero White                       | Banderaló                  | Buenos Aires | Liga de Fútbol de General Villegas     |
| Grupo D | Azul Athletic Club                         | Azul                       | Buenos Aires | Liga de Fútbol de Azul                 |
| Grupo D | Club Atlético Boca Juniors                 | Bragado                    | Buenos Aires | Liga Bragadense de fútbol              |
| Grupo D | Fútbol Club Ferro Carril Sud               | Olavarría                  | Buenos Aires | Liga de fútbol de Olavarría            |
| Grupo D | Club Atlético Independiente                | Daireaux                   | Buenos Aires | Liga Deportiva de Bolívar              |
| Grupo E | Club Atlético Argentino                    | Chacabuco                  | Buenos Aires | Liga Deportiva de Chacabuco            |
| Grupo E | Club Social y Deportivo Colón              | Chivilcoy                  | Buenos Aires | Liga Chivilcoyana de Fútbol            |
| Grupo E | Club Atlético Mariano Moreno               | Junín                      | Buenos Aires | Liga Deportiva del Oeste               |
| Grupo E | Club Atlético y Social San Martin          | Roberts                    | Buenos Aires | Liga Amateur de Deportes de Lincoln    |
| Grupo F | Centro Universitario Salto Argentino       | Salto                      | Buenos Aires | Liga Deportiva de Salto                |
| Grupo F | Club Atlético Jorge Newbery                | Rojas                      | Buenos Aires | Liga Deportiva de Fútbol               |
| Grupo F | Provincial Fútbol Club                     | Pergamino                  | Buenos Aires | Liga de Fútbol de Pergamino            |
| Grupo F | Hughes Foot-Ball Club                      | Hughes                     | Santa Fe     | Liga Venadense de Fútbol               |
| Grupo G | Club Belgrano                              | San Nicolás de los Arroyos | Buenos Aires | Liga Nicoleña de Fútbol                |
| Grupo G | Club Atlético Bernardino Rivadavia         | Baradero                   | Buenos Aires | Liga de Fútbol de Baradero             |
| Grupo G | Club Atlético Huracán                      | Arrecifes                  | Buenos Aires | Liga de Fútbol de Arrecifes            |
| Grupo G | Club Sportivo La Celina                    | Río Tala                   | Buenos Aires | Liga Deportiva Sampedrina              |
| Group H | Club Atlético Abrojal                      | Pilar                      | Buenos Aires | Liga Escobarense de Fútbol             |
| Group H | Club Atlético Belgrano                     | Zárate                     | Buenos Aires | Liga Zarateña de Fútbol                |
| Group H | Club Atlético Estrella                     | Berisso                    | Buenos Aires | Liga Amateur Platense de Fútbol        |
| Group H | Club Mercedes                              | Mercedes                   | Buenos Aires | Liga Mercedina de Fútbol               |
| Group H | Centro Deportivo San Patricio              | San Antonio de Areco       | Buenos Aires | Liga Deportiva de San Antonio de Areco |

### Región Cuyo
Los 8 participantes de la Región Cuyo se dividieron en 2 grupos de 4 equipos. Los 2 mejores de cada uno pasaron a la fase final. Estuvo conformado por equipos de las provincias de Mendoza, San Luis y San Juan.
| Grupos  | Equipos                                    | Ciudades                | Provincias | Ligas                            |
| ------- | ------------------------------------------ | ----------------------- | ---------- | -------------------------------- |
| Grupo A | Club Unión Social y Deportivo Bowen        | Bowen                   | Mendoza    | Liga Alvearense de Fútbol        |
| Grupo A | Club Atlético Gimnasia y Esgrima           | Ciudad                  | Mendoza    | Liga Mendocina de Fútbol         |
| Grupo A | Club Atlético Juventud Unida Universitario | San Luis                | San Luis   | Liga Sanluiseña de Fútbol        |
| Grupo A | Club Atlético San Martín                   | San Juan de la Frontera | San Juan   | Liga Sanjuanina de Fútbol        |
| Grupo B | Club Atlético Colegiales                   | Villa Mercedes          | San Luis   | Liga de Fútbol de Villa Mercedes |
| Grupo B | Club Social y Deportivo Goudge             | San Rafael              | Mendoza    | Liga Sanrafaelina de Fútbol      |
| Grupo B | Club Deportivo Godoy Cruz Antonio Tomba    | Godoy Cruz              | Mendoza    | Liga Mendocina de Fútbol         |
| Grupo B | Club Sportivo Desamparados                 | San Juan de la Frontera | San Juan   | Liga Sanjuanina de Fútbol        |

### Región Sur
Los 13 participantes de la Región Sur se dividieron en 2 zonas: Norte y Sur. La Zona Norte, se dividió 2 grupos de 4 equipos cada una, implementando el sistema de eliminación todos contra todos. En tanto que para la Zona Sur, se implementó el sistema de llaves de eliminación directa, entre los 5 equipos restantes. Estuvo conformado por equipos de las provincias de La Pampa, Neuquén, Río Negro, Sur de Buenos Aires, Chubut, Santa Cruz y Tierra del Fuego. 
| Grupos             | Equipos                                 | Ciudades            | Provincias       | Ligas                                |
| ------------------ | --------------------------------------- | ------------------- | ---------------- | ------------------------------------ |
| Zona Norte Grupo A | Club Atlético Cinco Saltos              | Cinco Saltos        | Río Negro        | Liga Deportiva Confluencia           |
| Zona Norte Grupo A | Club Estudiantes Unidos                 | Bariloche           | Río Negro        | Liga de Fútbol de Bariloche          |
| Zona Norte Grupo A | Asociación Deportiva Centenario         | Centenario          | Neuquén          | Liga de Fútbol del Neuquén           |
| Zona Norte Grupo A | Club Atlético Neuquén                   | Neuquén             | Neuquén          | Liga de Fútbol del Neuquén           |
| Zona Norte Grupo B | Club Atlético All Boys                  | Santa Rosa          | La Pampa         | Liga Cultural de Fútbol              |
| Zona Norte Grupo B | Club Atlético Costa Brava               | General Pico        | La Pampa         | Liga Pampeana de Fútbol              |
| Zona Norte Grupo B | Club Deportivo Independiente            | Río Colorado        | Río Negro        | Liga de Fútbol de Río Colorado       |
| Zona Norte Grupo B | Club Social y Deportivo Patagones       | Carmen de Patagones | Buenos Aires     | Liga Rionegrina de Fútbol            |
| Zona Sur           | Estrella Azul                           | Río Grande          | Tierra del Fuego | Liga Oficial de Fútbol Río Grande    |
| Zona Sur           | Club Sportivo Estrella del Sur          | Caleta Olivia       | Santa Cruz       | Liga de Fútbol Norte de Santa Cruz   |
| Zona Sur           | Club Social y Deportivo Ferrocarril YCF | Río Gallegos        | Santa Cruz       | Liga de Fútbol Sur de Santa Cruz     |
| Zona Sur           | Gaiman Fútbol Club                      | Gaiman              | Chubut           | Liga de Fútbol Valle del Chubut      |
| Zona Sur           | Club Social y Deportivo Petroquímica    | Comodoro Rivadavia  | Chubut           | Liga de Fútbol de Comodoro Rivadavia |

### Región Centro Oeste
Los 13 participantes de la Región Centro Oeste se dividieron en 4 grupos: 3 grupos de 3 equipos y 1 grupo de 4 equipos. Estuvo conformado por equipos de las provincias de Córdoba, Santiago del Estero, La Rioja y Catamarca.
| Grupos  | Equipos                          | Ciudades               | Provincias          | Ligas                                 |
| ------- | -------------------------------- | ---------------------- | ------------------- | ------------------------------------- |
| Grupo A | Asociación Atlética Estudiantes  | Río Cuarto             | Córdoba             | Liga Regional de Fútbol de Río Cuarto |
| Grupo A | Club Unión San Vicente           | Córdoba Capital        | Córdoba             | Liga Cordobesa de Fútbol              |
| Grupo A | Club Atlético Platense           | Añatuya                | Santiago del Estero | Liga Añatuyense de Fútbol             |
| Grupo B | Club Atlético Los Andes          | Chilecito              | La Rioja            | Liga Chileciteña de Fútbol            |
| Grupo B | Rioja Juniors Fútbol Club        | La Rioja               | La Rioja            | Liga Riojana de Fútbol                |
| Grupo B | Club Atlético San Lorenzo        | Córdoba Capital        | Córdoba             | Liga Cordobesa de Fútbol              |
| Grupo C | Club Atlético Mitre              | Santiago del Estero    | Santiago del Estero | Liga Santiagueña de Fútbol            |
| Grupo C | Club Atlético Talleres           | Frías                  | Santiago del Estero | Liga Cultural de Fútbol de Frías      |
| Grupo C | Club Sportivo Villa Dolores      | Villa Dolores          | Catamarca           | Liga Chacarera de Fútbol              |
| Grupo D | Centro Social y Deportivo Racing | Tinogasta              | Catamarca           | Liga Tinogasteña de Fútbol            |
| Grupo D | Club Atlético San Luis           | Belén                  | Catamarca           | Liga Belenista de Fútbol              |
| Grupo D | Club Atlético Sarmiento          | San Fernando del Valle | Catamarca           | Liga Catamarqueña de Fútbol           |
| Grupo D | Club Tiro Federal y Gimnasia     | Andalgalá              | Catamarca           | Liga Andalgalense de Fútbol           |

### Región Norte
Los 15 equipos de la Región Norte fueron divididos en 4 grupos: 3 grupos de 4 equipos y 1 de 3 equipos. Estuvo conformada por equipos de las provincias de Jujuy, Salta y Tucumán.
| Grupos  | Equipos                                    | Ciudades               | Provincias | Ligas                                    |
| ------- | ------------------------------------------ | ---------------------- | ---------- | ---------------------------------------- |
| Grupo A | Concepción Fútbol Club                     | Concepción de Tucumán  | Tucumán    | Liga Tucumana de Fútbol                  |
| Grupo A | Centro Juventud Antoniana                  | Capital                | Salta      | Liga Salteña de Fútbol                   |
| Grupo A | Club Juventud Unida                        | Cerrillos              | Salta      | Liga de Fútbol del Valle de Lerma        |
| Grupo A | Club Atlético Talleres                     | Perico                 | Jujuy      | Liga Jujeña de Fútbol                    |
| Grupo B | Club Atlético Concepción                   | Banda del Río Salí     | Tucumán    | Liga Tucumana de Fútbol                  |
| Grupo B | Club Sportivo Guzmán                       | San Miguel de Tucumán  | Tucumán    | Liga Tucumana de Fútbol                  |
| Grupo B | Club Sportivo Ferrocarril General Belgrano | Rosario de la Frontera | Salta      | Liga de Fútbol de Rosario de la Frontera |
| Grupo B | Club Instituto Tráfico                     | Metán                  | Salta      | Liga Metanense de Fútbol                 |
| Grupo C | Asociación Atlética Central Norte          | Aguaray                | Salta      | Liga Departamental San Martín            |
| Grupo C | Club Deportivo y Social Transporte         | General Mosconi        | Salta      | Liga Departamental San Martín            |
| Grupo C | Club Atlético River Plate de Embarcación   | Embarcación            | Salta      | Liga Regional Del Bermejo                |
| Grupo D | Club Atlético Ledesma                      | Ledesma                | Jujuy      | Liga Regional Jujeña de Fútbol           |
| Grupo D | Club de Gimnasia y Esgrima                 | San Salvador de Jujuy  | Jujuy      | Liga Jujeña de Fútbol                    |
| Grupo D | Club Atlético Belgrano                     | General Güemes         | Salta      | Liga Güemense de Fútbol                  |
| Grupo D | Club de Gimnasia y Tiro                    | Capital                | Salta      | Liga Salteña de Fútbol                   |

### Región Litoral
Los 38 participantes de la Región Litoral se dividieron en 10 zonas: 8 zonas de 4 equipos y 2 de 3 equipos. Estuvo conformada por equipos de las provincias del Chaco, Corrientes, Entre Ríos, Formosa, Misiones y Santa Fe.
| Grupos  | Equipos                                                | Ciudades               | Provincias | Ligas                                            |
| ------- | ------------------------------------------------------ | ---------------------- | ---------- | ------------------------------------------------ |
| Grupo A | Club Social, Cultural y Deportivo 13 de Junio          | Pirané                 | Formosa    | Liga Piranense de Fútbol                         |
| Grupo A | Club Atlético Defensores de Formosa                    | Formosa                | Formosa    | Liga Formoseña de Fútbol                         |
| Grupo A | Club Atlético Laguna Blanca                            | Laguna Blanca          | Formosa    | Liga de Fútbol de Laguna Blanca                  |
| Grupo A | Club Atlético Rolando de Hertelendy                    | Clorinda               | Formosa    | Liga Clorindense de Fútbol                       |
| Grupo B | Club Atlético Social y Deportivo Barrio Sarmiento      | Juan José Castelli     | Chaco      | Liga Saenzpeñense de Fútbol                      |
| Grupo B | Club Atlético Defensores del Chaco                     | Las Breñas             | Chaco      | Liga de Fútbol del Noroeste Chaqueño             |
| Grupo B | Club Unión Progresista                                 | Villa Angela           | Chaco      | Asociación de Fútbol del Oeste Chaqueño          |
| Grupo B | Club Atlético Villa Alvear                             | Resistencia            | Chaco      | Liga Chaqueña de Fútbol                          |
| Grupo C | Club Atlético 2 de Mayo                                | Dos de Mayo            | Misiones   | Liga Regional de Fútbol Nordeste Argentino       |
| Grupo C | Club Social y Deportivo Galaxia                        | Puerto Iguazú          | Misiones   | Liga Regional de Fútbol de Iguazú                |
| Grupo C | Asociación Ex Alumnos Escuela 185                      | Oberá                  | Misiones   | Liga Regional Obereña de Fútbol                  |
| Grupo C | Club Deportivo Guaraní Antonio Franco                  | Posadas                | Misiones   | Liga Posadeña de Fútbol                          |
| Grupo D | Club Atlético Boca Unidos                              | Corrientes Capital     | Corrientes | Liga Correntina de Fútbol                        |
| Grupo D | Club Social y Deportivo Barraca                        | Paso de los Libres     | Corrientes | Liga Libreña de Fútbol                           |
| Grupo D | Club Atlético Central Goya                             | Goya                   | Corrientes | Liga Goyana de Fútbol                            |
| Grupo D | Club Sportivo Villa Rivadavia                          | Mercedes               | Corrientes | Liga Mercedeña de Fútbol                         |
| Grupo E | Club Deportivo Urdinarrain                             | Urdinarrain            | Entre Ríos | Liga Departamental de Fútbol de Gualeguaychú     |
| Grupo E | Club Gimnasia y Esgrima                                | Concepción del Uruguay | Entre Ríos | Liga de Fútbol de Concepción del Uruguay         |
| Grupo E | Club Atlético María Grande                             | María Grande           | Entre Ríos | Liga de Fútbol de Paraná Campaña                 |
| Grupo E | Club Atlético Patronato de la Juventud Católica        | Paraná                 | Entre Ríos | Liga Paranaense de Fútbol                        |
| Grupo F | Club Atlético Campito                                  | Colón                  | Entre Ríos | Liga Departamental de Fútbol de Colón            |
| Grupo F | Club Social y Deportivo La Bianca                      | Concordia              | Entre Ríos | Liga Concordiense de Fútbol                      |
| Grupo F | Club Atlético Santa Rosa                               | Chajarí                | Entre Ríos | Liga de Fútbol de Chajarí                        |
| Grupo F | Club Atlético Florida                                  | Monte Caseros          | Corrientes | Liga Deportiva Casereña General San Martín       |
| Grupo G | Racing Club                                            | Reconquista            | Santa Fe   | Liga Reconquistense de Fútbol                    |
| Grupo G | Gimnasia Fútbol Club                                   | Vera                   | Santa Fe   | Liga Verense de Fútbol                           |
| Grupo G | Club Atlético Ocampo Fábrica                           | Villa Ocampo           | Santa Fe   | Liga Ocampense de Fútbol                         |
| Grupo H | Club Atlético 9 de Julio                               | Rafaela                | Santa Fe   | Liga Rafaelina de Fútbol                         |
| Grupo H | Club Atlético Americano Mutual y Social                | Carlos Pellegrini      | Santa Fe   | Liga Departamental de Fútbol San Martín          |
| Grupo H | Club Atlético Unión                                    | Esperanza              | Santa Fe   | Liga Esperancina de Fútbol                       |
| Grupo H | Club Central Argentino Olímpico                        | Ceres                  | Santa Fe   | Liga Regional Ceresina de Fútbol                 |
| Grupo I | Sport Club Cañadense                                   | Cañada de Gómez        | Santa Fe   | Liga Cañadense de Fútbol                         |
| Grupo I | Club San Cristóbal Central Gallardo                    | Ángel Gallardo         | Santa Fe   | Liga Santafesina de Fútbol                       |
| Grupo I | Club Renato Cesarini                                   | Rosario                | Santa Fe   | Asociación Rosarina de Fútbol                    |
| Grupo J | Club Centenario Mutual, Social, Deportivo y Biblioteca | San José de la Esquina | Santa Fe   | Liga Interprovincial de Fútbol Dr. Ramón Pereyra |
| Grupo J | Club Sociedad Italiana                                 | Villa Constitución     | Santa Fe   | Liga de Fútbol Regional del Sud                  |
| Grupo J | Club Sportivo Bombal Mutual Social y Biblioteca        | Bombal                 | Santa Fe   | Liga Deportiva del Sur                           |
| Grupo J | Club Atlético Pujato Mutual, Social y Biblioteca       | Pujato                 | Santa Fe   | Liga Casildense de Fútbol                        |

### Equipos de la Primera B
Además de los mencionados equipos de las ligas del interior, finalizados los torneos de la Primera B y definidos los clasificados de cada región del Torneo del Interior, se anexaban a los Torneos Zonales de Ascenso, los equipos ranqueados del 2.º al 5.º puesto del Campeonato de Primera B 1990-91. De esta forma, el campeón de la Primera B (que ascendió directo a la B Nacional) y los 4 equipos provenientes del mencionado torneo fueron los siguientes:
| Pos. | Equipo                 | Pts. | PJ | PG | PE | PP | GF | GC | Dif. |
| ---- | ---------------------- | ---- | -- | -- | -- | -- | -- | -- | ---- |
| 01.º | Central Córdoba (R)    | 40   | 30 | 15 | 10 | 5  | 46 | 28 | 18   |
| 02.º | Almagro                | 39   | 30 | 15 | 9  | 6  | 49 | 32 | 17   |
| 03.º | Nueva Chicago          | 39   | 30 | 13 | 13 | 4  | 40 | 27 | 13   |
| 04.º | Arsenal                | 37   | 30 | 12 | 13 | 5  | 42 | 24 | 18   |
| 05.º | Estudiantes de Caseros | 33   | 30 | 12 | 9  | 9  | 35 | 35 | 0    |

|  | Campeón. Ascendió al Nacional B.      |
|  | Clasificado al Torneo Zonal Sureste.  |
|  | Clasificado al Torneo Zonal Noroeste. |

|  |

## Región Bonaerense

### Clasificados a la Etapa Final
| #   | Equipos                |
| --- | ---------------------- |
| 1.º | Club Atlético Alvarado |
| 2.º | Club Olimpo            |

## Región Cuyo

### Clasificados a la Etapa Final
| #   | Equipos                          |
| --- | -------------------------------- |
| 1.º | Club Atlético San Martín         |
| 2.º | Club Atlético Gimnasia y Esgrima |

## Región Sur

### Clasificados a la Etapa Final
| Zonas | Equipos                              |
| ----- | ------------------------------------ |
| Norte | Club Atlético All Boys               |
| Sur   | Club Social y Deportivo Petroquímica |

## Región Centro Oeste

### Clasificados a la Etapa Final
| #   | Equipos                         |
| --- | ------------------------------- |
| 1.º | Club Atlético Sarmiento         |
| 2.º | Asociación Atlética Estudiantes |

## Región Norte

### Clasificados a la Etapa Final
| #   | Equipos                    |
| --- | -------------------------- |
| 1.º | Club Sportivo Guzmán       |
| 2.º | Club de Gimnasia y Esgrima |

## Región Litoral

### Clasificados a la Etapa Final
| #   | Equipos                         |
| --- | ------------------------------- |
| 1.º | Club Social y Deportivo Galaxia |
| 2.º | Club de Gimnasia y Esgrima      |

## Torneo Zonal

### Zonal Noroeste
|  | Cuartos de final                        | Cuartos de final  | Cuartos de final                      | Cuartos de final | Cuartos de final |   |                                       | Semifinales    | Semifinales | Semifinales | Semifinales |                                      |               | Final | Final | Final | Final | Final |  |
|  |                                         |                   |                                       |                  |                  |   |                                       |                |             |             |             |                                      |               |       |       |       |       |       |  |
|  |                                         |                   |                                       |                  |                  |   |                                       |                |             |             |             |                                      |               |       |       |       |       |       |  |
|  | Bandera de la Provincia de Jujuy        | Gimnasia (J)      | 3                                     | 0                | (4)              |   |                                       |                |             |             |             |                                      |               |       |       |       |       |       |  |
|  | Bandera de la Provincia de Jujuy        | Gimnasia (J)      | 3                                     | 0                | (4)              |   |                                       |                |             |             |             |                                      |               |       |       |       |       |       |  |
|  | Bandera de la Provincia de Catamarca    | Sarmiento         | 2                                     | 1                | (2)              |   |                                       |                |             |             |             |                                      |               |       |       |       |       |       |  |
|  | Bandera de la Provincia de Catamarca    | Sarmiento         | 2                                     | 1                | (2)              |   | Bandera de la Provincia de Jujuy      | Gimnasia (J)   | 1           | 2           |             |                                      |               |       |       |       |       |       |  |
|  |                                         |                   |                                       |                  |                  |   | Bandera de la Provincia de Jujuy      | Gimnasia (J)   | 1           | 2           |             |                                      |               |       |       |       |       |       |  |
|  |                                         |                   | Bandera de la Ciudad de Buenos Aires  | Nueva Chicago    | 1                | 3 |                                       |                |             |             |             |                                      |               |       |       |       |       |       |  |
|  | Bandera de la Provincia de Misiones     | Deportivo Galaxia | Bandera de la Ciudad de Buenos Aires  | Nueva Chicago    | 1                | 3 | 0                                     | 0              |             |             |             |                                      |               |       |       |       |       |       |  |
|  | Bandera de la Provincia de Misiones     | Deportivo Galaxia |                                       |                  |                  |   |                                       |                |             |             |             |                                      |               |       |       |       |       |       |  |
|  | Bandera de la Ciudad de Buenos Aires    | Nueva Chicago     | 1                                     | 2                |                  |   |                                       |                |             |             |             |                                      |               |       |       |       |       |       |  |
|  | Bandera de la Ciudad de Buenos Aires    | Nueva Chicago     | 1                                     | 2                |                  |   |                                       |                |             |             |             | Bandera de la Ciudad de Buenos Aires | Nueva Chicago | 1     | 1     | (3)   |       |       |  |
|  |                                         |                   |                                       |                  |                  |   |                                       |                |             |             |             | Bandera de la Ciudad de Buenos Aires | Nueva Chicago | 1     | 1     | (3)   |       |       |  |
|  |                                         |                   | Bandera de la Provincia de Entre Ríos | Gimnasia (CdU)   | 1                | 1 | (1)                                   |                |             |             |             |                                      |               |       |       |       |       |       |  |
|  | Bandera de la Provincia de Entre Ríos   | Gimnasia (CdU)    | Bandera de la Provincia de Entre Ríos | Gimnasia (CdU)   | 1                | 1 | (1)                                   | 2              | 0           | (4)         |             |                                      |               |       |       |       |       |       |  |
|  | Bandera de la Provincia de Entre Ríos   | Gimnasia (CdU)    |                                       |                  |                  |   |                                       |                | 0           | (4)         |             |                                      |               |       |       |       |       |       |  |
|  | Bandera de la Provincia de Buenos Aires | Arsenal           | 0                                     | 2                | (2)              |   |                                       |                |             |             |             |                                      |               |       |       |       |       |       |  |
|  | Bandera de la Provincia de Buenos Aires | Arsenal           | 0                                     | 2                | (2)              |   | Bandera de la Provincia de Entre Ríos | Gimnasia (CdU) | 1           | 0           |             |                                      |               |       |       |       |       |       |  |
|  |                                         |                   |                                       |                  |                  |   | Bandera de la Provincia de Entre Ríos | Gimnasia (CdU) | 1           | 0           |             |                                      |               |       |       |       |       |       |  |
|  |                                         |                   | Bandera de la Provincia de Córdoba    | Estudiantes      | 0                | 0 |                                       |                |             |             |             |                                      |               |       |       |       |       |       |  |
|  | Bandera de la Provincia de Tucumán      | Sportivo Guzmán   | Bandera de la Provincia de Córdoba    | Estudiantes      | 0                | 0 | 2                                     | 0              |             |             |             |                                      |               |       |       |       |       |       |  |
|  | Bandera de la Provincia de Tucumán      | Sportivo Guzmán   |                                       |                  |                  |   |                                       |                |             |             |             |                                      |               |       |       |       |       |       |  |
|  | Bandera de la Provincia de Córdoba      | Estudiantes       | 0                                     | 3                |                  |   |                                       |                |             |             |             |                                      |               |       |       |       |       |       |  |
|  | Bandera de la Provincia de Córdoba      | Estudiantes       | 0                                     | 3                |                  |   |                                       |                |             |             |             |                                      |               |       |       |       |       |       |  |
|  |                                         |                   |                                       |                  |                  |   |                                       |                |             |             |             |                                      |               |       |       |       |       |       |  |

Nota: En la línea superior de cada llave, figuran los equipos que jugaron los partidos de ida en condición de local.

### Zonal Sureste
|  | Cuartos de final                        | Cuartos de final | Cuartos de final                        | Cuartos de final | Cuartos de final |                                     |                 | Semifinales | Semifinales | Semifinales | Semifinales | Semifinales |  |                                    | Final        | Final | Final | Final |  |
|  |                                         |                  |                                         |                  |                  |                                     |                 |             |             |             |             |             |  |                                    |              |       |       |       |  |
|  |                                         |                  |                                         |                  |                  |                                     |                 |             |             |             |             |             |  |                                    |              |       |       |       |  |
|  | Bandera de la Provincia de Mendoza      | Gimnasia (M)     | 1                                       | 3                |                  |                                     |                 |             |             |             |             |             |  |                                    |              |       |       |       |  |
|  | Bandera de la Provincia de Mendoza      | Gimnasia (M)     | 1                                       | 3                |                  |                                     |                 |             |             |             |             |             |  |                                    |              |       |       |       |  |
|  | Bandera de la Provincia de Buenos Aires | Almagro          | 1                                       | 1                |                  |                                     |                 |             |             |             |             |             |  |                                    |              |       |       |       |  |
|  | Bandera de la Provincia de Buenos Aires | Almagro          | 1                                       | 1                |                  | Bandera de la Provincia de Mendoza  | Gimnasia (M)    | 0           | 0           | (3)         |             |             |  |                                    |              |       |       |       |  |
|  |                                         |                  |                                         |                  |                  | Bandera de la Provincia de Mendoza  | Gimnasia (M)    | 0           | 0           | (3)         |             |             |  |                                    |              |       |       |       |  |
|  |                                         |                  | Bandera de la Provincia de Buenos Aires | Alvarado         | 0                | 0                                   | (1)             |             |             |             |             |             |  |                                    |              |       |       |       |  |
|  | Bandera de la Provincia de Buenos Aires | Alvarado         | Bandera de la Provincia de Buenos Aires | Alvarado         | 0                | 0                                   | (1)             | 1           | 0           | (5)         |             |             |  |                                    |              |       |       |       |  |
|  | Bandera de la Provincia de Buenos Aires | Alvarado         |                                         |                  |                  |                                     |                 |             |             | (5)         |             |             |  |                                    |              |       |       |       |  |
|  | Bandera de la Provincia de La Pampa     | All Boys (SR)    | 1                                       | 0                | (4)              |                                     |                 |             |             |             |             |             |  |                                    |              |       |       |       |  |
|  | Bandera de la Provincia de La Pampa     | All Boys (SR)    | 1                                       | 0                | (4)              |                                     |                 |             |             |             |             |             |  | Bandera de la Provincia de Mendoza | Gimnasia (M) | 0     | 0     |       |  |
|  |                                         |                  |                                         |                  |                  |                                     |                 |             |             |             |             |             |  | Bandera de la Provincia de Mendoza | Gimnasia (M) | 0     | 0     |       |  |
|  |                                         |                  | Bandera de la Provincia de San Juan     | San Martín (SJ)  | 1                | 2                                   |                 |             |             |             |             |             |  |                                    |              |       |       |       |  |
|  | Bandera de la Provincia de Buenos Aires | Estudiantes      | Bandera de la Provincia de San Juan     | San Martín (SJ)  | 1                | 2                                   | 1               | 0           |             |             |             |             |  |                                    |              |       |       |       |  |
|  | Bandera de la Provincia de Buenos Aires | Estudiantes      |                                         |                  |                  |                                     |                 |             |             |             |             |             |  |                                    |              |       |       |       |  |
|  | Bandera de la Provincia de San Juan     | San Martín (SJ)  | 1                                       | 1                |                  |                                     |                 |             |             |             |             |             |  |                                    |              |       |       |       |  |
|  | Bandera de la Provincia de San Juan     | San Martín (SJ)  | 1                                       | 1                |                  | Bandera de la Provincia de San Juan | San Martín (SJ) | 2           | 0           |             |             |             |  |                                    |              |       |       |       |  |
|  |                                         |                  |                                         |                  |                  | Bandera de la Provincia de San Juan | San Martín (SJ) | 2           | 0           |             |             |             |  |                                    |              |       |       |       |  |
|  |                                         |                  | Bandera de la Provincia de Buenos Aires | Olimpo           | 0                | 1                                   |                 |             |             |             |             |             |  |                                    |              |       |       |       |  |
|  | Bandera de la Provincia de Buenos Aires | Olimpo           | Bandera de la Provincia de Buenos Aires | Olimpo           | 0                | 1                                   | 2               | 2           |             |             |             |             |  |                                    |              |       |       |       |  |
|  | Bandera de la Provincia de Buenos Aires | Olimpo           |                                         |                  |                  |                                     |                 |             |             |             |             |             |  |                                    |              |       |       |       |  |
|  | Bandera de la Provincia del Chubut      | Petroquímica     | 3                                       | 0                |                  |                                     |                 |             |             |             |             |             |  |                                    |              |       |       |       |  |
|  | Bandera de la Provincia del Chubut      | Petroquímica     | 3                                       | 0                |                  |                                     |                 |             |             |             |             |             |  |                                    |              |       |       |       |  |
|  |                                         |                  |                                         |                  |                  |                                     |                 |             |             |             |             |             |  |                                    |              |       |       |       |  |

Nota: En la línea superior de cada llave, figuran los equipos que jugaron los partidos de ida en condición de local.

### Ascendidos a la Primera B Nacional

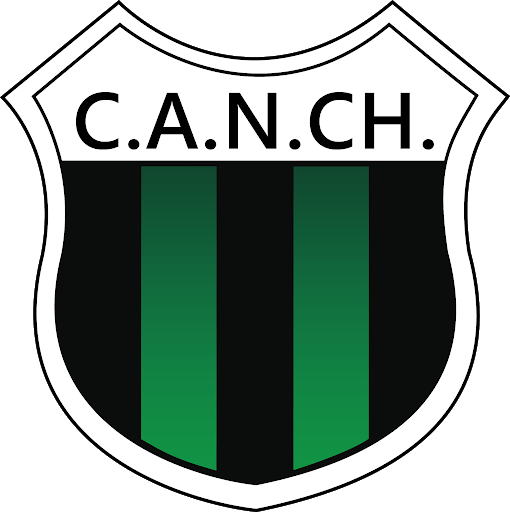
Club Atlético Nueva Chicago (Primera B)
Club Atlético San Martín (Torneo del Interior)

## Torneo Reducido
Los equipos ranqueados del 2.º al 10.º puesto del Campeonato Nacional B 1990-91, disputaron un Reducido de Ascenso por un segundo cupo para la Primera División. A estos 9 equipos se les sumaron los tres equipos recientemente ascendidos a la B Nacional: el Club Atlético Central Córdoba (campeón de la Primera B 1989-90), el Club Atlético Nueva Chicago y el Club Atlético San Martín (ascendidos del Campeonato de Primera B y el Torneo del Interior 1990-91 respectivamente, que lograron sus ascensos a través de los Torneos Zonales). Para todos los cruces, se establecieron ventajas deportivas a favor de los equipos que disputaron el Campeonato Nacional B, dependiendo de las posiciones en que finalizaron y también con relación a los 3 equipos recientemente ascendidos. 
En esta oportunidad, como el Club Cipolletti finalizó el año en zona de descenso directo, a pesar de haber clasificado en cuarta colocación, fue impedido de participar de este certamen. Por tal motivo, los cupos se corrieron del 5.º al 11.º puesto, viéndose beneficiada para participar, la Asociación Mutual Social y Deportiva Atlético de Rafaela. 
El ganador de este torneo fue el Club Atlético Belgrano, que obtuvo la segunda plaza para ascender a la Primera División.

### Cuadro de desarrollo
|  | Octavos de final                        | Octavos de final                   | Octavos de final                        | Octavos de final    |   |                                         | Cuartos de final | Cuartos de final                   | Cuartos de final     | Cuartos de final |   |                                    | Semifinales | Semifinales | Semifinales | Semifinales |  |                                    | Final    | Final | Final | Final |  |
|  |                                         |                                    |                                         |                     |   |                                         |                  |                                    |                      |                  |   |                                    |             |             |             |             |  |                                    |          |       |       |       |  |
|  |                                         |                                    |                                         |                     |   |                                         |                  |                                    |                      |                  |   |                                    |             |             |             |             |  |                                    |          |       |       |       |  |
|  |                                         |                                    |                                         |                     |   |                                         |                  |                                    |                      |                  |   |                                    |             |             |             |             |  |                                    |          |       |       |       |  |
|  |                                         |                                    |                                         |                     |   |                                         |                  |                                    |                      |                  |   |                                    |             |             |             |             |  |                                    |          |       |       |       |  |
|  |                                         |                                    |                                         |                     |   |                                         |                  |                                    |                      |                  |   |                                    |             |             |             |             |  |                                    |          |       |       |       |  |
|  |                                         | Bandera de la Provincia de Córdoba | Belgrano (3.º BN)                       | 3                   | 3 |                                         |                  |                                    |                      |                  |   |                                    |             |             |             |             |  |                                    |          |       |       |       |  |
|  |                                         |                                    |                                         |                     | 3 |                                         |                  |                                    |                      |                  |   |                                    |             |             |             |             |  |                                    |          |       |       |       |  |
|  |                                         |                                    | Bandera de la Provincia de Santa Fe     | Central Córdoba (R) | 3 | 1                                       |                  |                                    |                      |                  |   |                                    |             |             |             |             |  |                                    |          |       |       |       |  |
|  | Bandera de la Provincia de Buenos Aires | Almirante Brown                    | Bandera de la Provincia de Santa Fe     | Central Córdoba (R) | 3 | 1                                       | 3                | 4                                  |                      |                  |   |                                    |             |             |             |             |  |                                    |          |       |       |       |  |
|  | Bandera de la Provincia de Buenos Aires | Almirante Brown                    |                                         |                     |   |                                         |                  |                                    |                      |                  |   |                                    |             |             |             |             |  |                                    |          |       |       |       |  |
|  | Bandera de la Provincia de Santa Fe     | Central Córdoba (R)                | 3                                       | 6                   |   |                                         |                  |                                    |                      |                  |   |                                    |             |             |             |             |  |                                    |          |       |       |       |  |
|  | Bandera de la Provincia de Santa Fe     | Central Córdoba (R)                | 3                                       | 6                   |   |                                         |                  |                                    |                      |                  |   | Bandera de la Provincia de Córdoba | Belgrano    | 0           | 2           |             |  |                                    |          |       |       |       |  |
|  |                                         |                                    |                                         |                     |   |                                         |                  |                                    |                      |                  |   | Bandera de la Provincia de Córdoba | Belgrano    | 0           | 2           |             |  |                                    |          |       |       |       |  |
|  |                                         |                                    | Bandera de la Provincia de Tucumán      | San Martín (T)      | 1 | 1                                       |                  |                                    |                      |                  |   |                                    |             |             |             |             |  |                                    |          |       |       |       |  |
|  | Bandera de la Provincia de Tucumán      | San Martín (T)                     | Bandera de la Provincia de Tucumán      | San Martín (T)      | 1 | 1                                       | 0                | 0                                  |                      |                  |   |                                    |             |             |             |             |  |                                    |          |       |       |       |  |
|  | Bandera de la Provincia de Tucumán      | San Martín (T)                     |                                         |                     |   |                                         |                  |                                    |                      |                  |   |                                    |             |             |             |             |  |                                    |          |       |       |       |  |
|  | Bandera de la Provincia de San Juan     | San Martín (SJ)                    | 0                                       | 0                   |   |                                         |                  |                                    |                      |                  |   |                                    |             |             |             |             |  |                                    |          |       |       |       |  |
|  | Bandera de la Provincia de San Juan     | San Martín (SJ)                    | 0                                       | 0                   |   | Bandera de la Provincia de Tucumán      | San Martín (T)   | 3                                  | 2                    |                  |   |                                    |             |             |             |             |  |                                    |          |       |       |       |  |
|  |                                         |                                    |                                         |                     |   | Bandera de la Provincia de Tucumán      | San Martín (T)   | 3                                  | 2                    |                  |   |                                    |             |             |             |             |  |                                    |          |       |       |       |  |
|  |                                         |                                    | Bandera de la Provincia de Buenos Aires | Douglas Haig        | 2 | 0                                       |                  |                                    |                      |                  |   |                                    |             |             |             |             |  |                                    |          |       |       |       |  |
|  | Bandera de la Provincia de Buenos Aires | Douglas Haig                       | Bandera de la Provincia de Buenos Aires | Douglas Haig        | 2 | 0                                       | 4                | 2                                  |                      |                  |   |                                    |             |             |             |             |  |                                    |          |       |       |       |  |
|  | Bandera de la Provincia de Buenos Aires | Douglas Haig                       |                                         |                     |   |                                         |                  |                                    |                      |                  |   |                                    |             |             |             |             |  |                                    |          |       |       |       |  |
|  | Bandera de la Provincia de Buenos Aires | Deportivo Morón                    | 2                                       | 2                   |   |                                         |                  |                                    |                      |                  |   |                                    |             |             |             |             |  |                                    |          |       |       |       |  |
|  | Bandera de la Provincia de Buenos Aires | Deportivo Morón                    | 2                                       | 2                   |   |                                         |                  |                                    |                      |                  |   |                                    |             |             |             |             |  | Bandera de la Provincia de Córdoba | Belgrano | 1     | 4     |       |  |
|  |                                         |                                    |                                         |                     |   |                                         |                  |                                    |                      |                  |   |                                    |             |             |             |             |  | Bandera de la Provincia de Córdoba | Belgrano | 1     | 4     |       |  |
|  |                                         |                                    | Bandera de la Provincia de Buenos Aires | Banfield            | 2 | 0                                       |                  |                                    |                      |                  |   |                                    |             |             |             |             |  |                                    |          |       |       |       |  |
|  |                                         |                                    | Bandera de la Provincia de Buenos Aires | Banfield            | 2 | 0                                       |                  |                                    |                      |                  |   |                                    |             |             |             |             |  |                                    |          |       |       |       |  |
|  |                                         |                                    |                                         |                     |   |                                         |                  |                                    |                      |                  |   |                                    |             |             |             |             |  |                                    |          |       |       |       |  |
|  |                                         |                                    |                                         |                     |   |                                         |                  |                                    |                      |                  |   |                                    |             |             |             |             |  |                                    |          |       |       |       |  |
|  |                                         |                                    |                                         |                     |   |                                         |                  |                                    |                      |                  |   |                                    |             |             |             |             |  |                                    |          |       |       |       |  |
|  |                                         |                                    |                                         |                     |   |                                         |                  |                                    |                      |                  |   |                                    |             |             |             |             |  |                                    |          |       |       |       |  |
|  |                                         |                                    |                                         |                     |   |                                         |                  |                                    |                      |                  |   |                                    |             |             |             |             |  |                                    |          |       |       |       |  |
|  |                                         |                                    |                                         |                     |   |                                         |                  |                                    |                      |                  |   |                                    |             |             |             |             |  |                                    |          |       |       |       |  |
|  |                                         |                                    |                                         |                     |   |                                         |                  |                                    |                      |                  |   |                                    |             |             |             |             |  |                                    |          |       |       |       |  |
|  |                                         |                                    |                                         |                     |   |                                         |                  |                                    |                      |                  |   |                                    |             |             |             |             |  |                                    |          |       |       |       |  |
|  |                                         |                                    |                                         |                     |   |                                         |                  | Bandera de la Provincia de Tucumán | At. Tucumán (2.º BN) | 0                | 0 |                                    |             |             |             |             |  |                                    |          |       |       |       |  |
|  |                                         |                                    |                                         |                     |   |                                         |                  |                                    |                      |                  | 0 |                                    |             |             |             |             |  |                                    |          |       |       |       |  |
|  |                                         |                                    | Bandera de la Provincia de Buenos Aires | Banfield            | 2 | 2                                       |                  |                                    |                      |                  |   |                                    |             |             |             |             |  |                                    |          |       |       |       |  |
|  | Bandera de la Provincia de Buenos Aires | Banfield                           | Bandera de la Provincia de Buenos Aires | Banfield            | 2 | 2                                       | 1                | 3                                  |                      |                  |   |                                    |             |             |             |             |  |                                    |          |       |       |       |  |
|  | Bandera de la Provincia de Buenos Aires | Banfield                           |                                         |                     |   |                                         |                  |                                    |                      |                  |   |                                    |             |             |             |             |  |                                    |          |       |       |       |  |
|  | Bandera de la Ciudad de Buenos Aires    | Nueva Chicago                      | 1                                       | 0                   |   |                                         |                  |                                    |                      |                  |   |                                    |             |             |             |             |  |                                    |          |       |       |       |  |
|  | Bandera de la Ciudad de Buenos Aires    | Nueva Chicago                      | 1                                       | 0                   |   | Bandera de la Provincia de Buenos Aires | Banfield         | 0                                  | 1                    |                  |   |                                    |             |             |             |             |  |                                    |          |       |       |       |  |
|  |                                         |                                    |                                         |                     |   | Bandera de la Provincia de Buenos Aires | Banfield         | 0                                  | 1                    |                  |   |                                    |             |             |             |             |  |                                    |          |       |       |       |  |
|  |                                         |                                    | Bandera de la Provincia de Córdoba      | Instituto           | 0 | 0                                       |                  |                                    |                      |                  |   |                                    |             |             |             |             |  |                                    |          |       |       |       |  |
|  | Bandera de la Provincia de Córdoba      | Instituto                          | Bandera de la Provincia de Córdoba      | Instituto           | 0 | 0                                       | 1                | 2                                  |                      |                  |   |                                    |             |             |             |             |  |                                    |          |       |       |       |  |
|  | Bandera de la Provincia de Córdoba      | Instituto                          |                                         |                     |   |                                         |                  |                                    |                      |                  |   |                                    |             |             |             |             |  |                                    |          |       |       |       |  |
|  | Bandera de la Provincia de Santa Fe     | Atlético Rafaela                   | 1                                       | 1                   |   |                                         |                  |                                    |                      |                  |   |                                    |             |             |             |             |  |                                    |          |       |       |       |  |
|  | Bandera de la Provincia de Santa Fe     | Atlético Rafaela                   | 1                                       | 1                   |   |                                         |                  |                                    |                      |                  |   |                                    |             |             |             |             |  |                                    |          |       |       |       |  |
|  |                                         |                                    |                                         |                     |   |                                         |                  |                                    |                      |                  |   |                                    |             |             |             |             |  |                                    |          |       |       |       |  |

Nota: En la línea superior de cada llave, figuran los equipos que definieron las llaves de vuelta de local, por tener ventaja deportiva. En caso de empate global, prevalecía dicha ventaja.

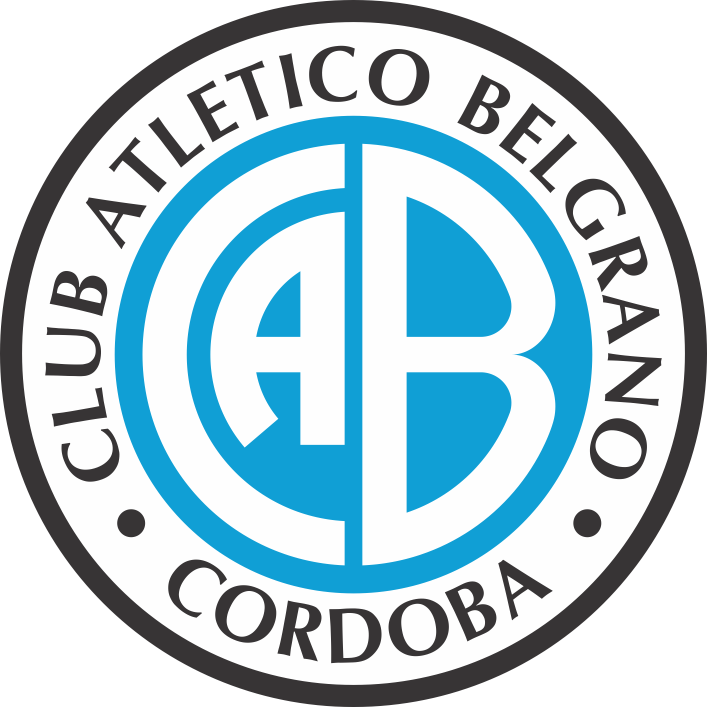
Club Atlético Belgrano Ascendido a Primera División.